# Alexandru Toma
Alexandru Toma (ur. 10 czerwca 1968) – rumuński żużlowiec.

## Życiorys
Młodzieżowy indywidualny mistrz Rumunii (1986). Złoty medalista mistrzostw Rumunii par (1999). Trzynastokrotny medalista indywidualnych mistrzostw Rumunii: sześciokrotnie złoty (2002, 2003, 2006, 2007, 2010, 2011), czterokrotnie srebrny (1998, 2001, 2004, 2005) oraz trzykrotnie brązowy (1997, 2000, 2009).
Trzykrotny medalista Pucharu MACEC: dwukrotnie złoty (2007, 2008) oraz srebrny (2005). Dwukrotny półfinalista mistrzostw Europy par (2006, 2007). Wielokrotny uczestnik eliminacji indywidualnych mistrzostw Europy.